# Moduł (matematyka)
Uzasadnienie: osobny artykuł o teorii modułów wydaje się marginalny
Moduł – struktura algebraiczna będąca uogólnieniem przestrzeni liniowej. Ponieważ grupy abelowe można postrzegać jako moduły nad pierścieniem liczb całkowitych, to teoria modułów znajduje zastosowanie w wielu działach algebry i innych dziedzinach matematyki.

## Motywacja
Kronecker „modułami” nazywał podgrupy grup abelowych; wynikało to z następujących dwóch obserwacji, które doprowadziły ostatecznie do przyjęcia współcześnie stosowanej definicji:
- Dowolną grupę abelową {\displaystyle G} można przekształcić w pierścień przemienny przyjmując {\displaystyle ab=0} dla wszystkich {\displaystyle a,b\in G;} ten pierścień zerowy (jak każdy pierścień tego rodzaju) nie ma jedynki. W ten sposób każda podgrupa grupy {\displaystyle G} jest ideałem pierścienia {\displaystyle G.}
- Niech {\displaystyle S} będzie pierścieniem przemiennym, {\displaystyle R} jego podpierścieniem. Niepusty podzbiór {\displaystyle A} zbioru {\displaystyle S} o własnościach: (a) jeśli {\displaystyle a,b\in A,} to {\displaystyle a-b\in A;} (b) jeśli {\displaystyle a\in A} oraz {\displaystyle r\in R,} to {\displaystyle ra\in A;} nazywa się {\displaystyle R}-modułem w {\displaystyle S.} Dowolny ideał w {\displaystyle S} jest {\displaystyle R}-modułem; w szczególności ideały {\displaystyle R} są dokładnie tymi podzbiorami {\displaystyle R,} które są {\displaystyle R}-modułami (zob. Przykłady).

O ile chodzi tylko o elementy {\displaystyle S,} w tak zdefiniowanym pojęciu modułu wykorzystywane jest jedynie dodawanie; mnożenie ma miejsce tylko między elementami {\displaystyle R} oraz {\displaystyle S.}

## Definicja
Niech {\displaystyle R} będzie pierścieniem z jedynką. Modułem (lewostronnym) nad {\displaystyle R} nazywa się taką strukturę algebraiczną {\displaystyle (M,+,0,\mu ),} że
- {\displaystyle (M,+,0)} jest grupą abelową,
- funkcja {\displaystyle \cdot \colon R\times M\ni (r,{\mathsf {x}})\mapsto r{\mathsf {x}}\in M} spełnia dla wszystkich {\displaystyle r,s\in R} oraz {\displaystyle {\mathsf {x}},{\mathsf {y}}\in M} następujące warunki:

|  |  | {\displaystyle r({\mathsf {x}}+{\mathsf {y}})=r{\mathsf {x}}+r{\mathsf {y}},} |  | (1) |

|  |  | {\displaystyle (r+s){\mathsf {x}}=r{\mathsf {x}}+s{\mathsf {x}},} |  | (2) |

|  |  | {\displaystyle r(s{\mathsf {x}})=(rs){\mathsf {x}},} |  | (3) |

|  |  | {\displaystyle 1{\mathsf {x}}={\mathsf {x}},} |  | (4) |

 przy czym {\displaystyle 1} oznacza jedynkę pierścienia {\displaystyle R.}

### Działanie pierścienia na grupie
Jeżeli przyjąć {\displaystyle \mu _{r}({\mathsf {x}})=r{\mathsf {x}}} oraz rozpatrywać funkcję {\displaystyle {\hat {\mu }}\colon r\mapsto \mu _{r},} to pierwszy aksjomat mówi w istocie, że odwzorowania {\displaystyle \mu _{r}} są homomorfizmami grupowymi {\displaystyle M,} zaś trzy pozostałe zapewniają, że {\displaystyle {\hat {\mu }}} jest homomorfizmem pierścienia {\displaystyle R} w pierścień endomorfizmów {\displaystyle {\mbox{End}}(M).} Stąd moduł może być traktowany jako działanie pierścienia na grupie abelowej (por. działanie grupy). W tym sensie teoria modułów uogólnia teorię reprezentacji, która zajmuje się badaniem działań grupy na przestrzeniach liniowych lub, równoważnie, pierścieniami grupowymi.

### Rodzaje
Zwykle pisze się po prostu lewostronny R-moduł M lub {\displaystyle {}_{R}M.} Prawostronny {\displaystyle R}-moduł {\displaystyle M} lub {\displaystyle M_{R}} definiuje się podobnie z tą różnicą, że pierścień działa prawostronnie, tzn. mnożenie przez skalar jest odwzorowaniem {\displaystyle M\times R\to M} z powyższymi aksjomatami zapisanymi ze skalarami {\displaystyle r,s\in R} po prawej stronie elementów {\displaystyle {\mathsf {x}},{\mathsf {y}}\in M.} Tę samą strukturę można otrzymać, zapisując mnożenie przez skalar po lewej stronie, ale zastępując warunek (3) przez
|  |  | {\displaystyle r(s{\mathsf {x}})=(sr){\mathsf {x}}} |  | (3') |

W ogólnym przypadku nie ma potrzeby tworzenia oddzielnych teorii modułów lewo- i prawostronnych – jeśli {\displaystyle M} jest modułem lewostronnym (prawostronnym) nad {\displaystyle R,} to można go utożsamiać z modułem prawostronnym (lewostronnym) nad {\displaystyle R^{0},} gdzie symbol {\displaystyle R^{0}} oznacza pierścień przeciwny do {\displaystyle R,} tzn. zbiory {\displaystyle R} i {\displaystyle R^{0}} są równe, działania dodawania i elementy wyróżnione w obu pierścieniach pokrywają się, natomiast jeśli {\displaystyle (a,b)\mapsto ab} jest działaniem mnożenia dla {\displaystyle a,b\in R,} to {\displaystyle (a,b)\mapsto ba} określa mnożenie w {\displaystyle R^{0}.} W dalszej części artykułu moduły lewostronne będą nazywane krótko modułami.
Autorzy, którzy nie wymagają, aby pierścienie miały jedynkę (były unitarne), pomijają czwarty aksjomat powyższej definicji, a struktury powyższego rodzaju nazywają „unitarnymi modułami lewostronnymi” (bądź modułami lewostronnymi z jedynką). W tym artykule jednak przyjmuje się, że wszystkie pierścienie i moduły mają jedynkę (są unitarne).
Gdy {\displaystyle R} jest pierścieniem przemiennym, to warunki (3) i (3') są równoważne – wówczas mówi się po prostu o module nad {\displaystyle R.} Moduł zarazem lewostronny i prawostronny, w którym oba mnożenia są ze sobą zgodne nazywa się bimodułem.

## Podmoduły i homomorfizmy
Niech {\displaystyle M} będzie lewostronnym {\displaystyle R}-modułem, a {\displaystyle N} podgrupą w {\displaystyle M.} Wtedy {\displaystyle N} jest podmodułem (lub dokładniej: {\displaystyle R}-podmodułem), jeżeli
{\displaystyle r{\mathsf {n}}\in N}
dla wszystkich {\displaystyle {\mathsf {n}}\in N} oraz {\displaystyle r\in R.}
Zbiór podmodułów danego modułu {\displaystyle M,} wraz z dwoma działaniami dwuargumentowymi: dodawaniem kompleksowym {\displaystyle +} oraz przekrojem zbiorów {\displaystyle \cap ,} jest kratą spełniające następujące prawo modularności:
dla danych podmodułów {\displaystyle U,N_{1},N_{2}} modułu {\displaystyle M} takich, że {\displaystyle N_{1}\subset N_{2},} zachodzi równość podmodułów: {\displaystyle (N_{1}+U)\cap N_{2}=N_{1}+(U\cap N_{2}).}
Niech {\displaystyle M} i {\displaystyle N} będą lewostronnymi {\displaystyle R}-modułami. Przekształcenie {\displaystyle f\colon M\to N} jest homomorfizmem {\displaystyle R}-modułów, jeżeli dla dowolnych {\displaystyle {\mathsf {m}},{\mathsf {n}}\in M} oraz {\displaystyle r,s\in R} zachodzi
{\displaystyle f(r{\mathsf {m}}+s{\mathsf {n}})=rf({\mathsf {m}})+sf({\mathsf {n}})}
Tak jak jakikolwiek inny homomorfizm struktury algebraicznej, przekształcenie to zachowuje strukturę obiektów. Bijektywny homomorfizm modułów jest ich izomorfizmem, które nazywane są przy tym przekształceniu izomorficznymi. Dwa izomorficzne moduły są uważane za identyczne we wszystkich zastosowaniach różniąc się jedynie sposobem zapisu elementów.
Jądro homomorfizmu modułów {\displaystyle f\colon M\to N} jest podmodułem {\displaystyle M} składającym się ze wszystkich elementów przekształcanych przez {\displaystyle f} na zero. Twierdzenie o izomorfizmie znane z teorii grup i przestrzeni liniowych zachodzi również dla {\displaystyle R}-modułów.
Lewostronne {\displaystyle R}-moduły z ich homomorfizmami tworzą kategorię oznaczaną {\displaystyle R{\mbox{-}}\mathrm {Mod} .} Jest to kategoria abelowa.

## Przykłady
Grupa abelowaJeśli {\displaystyle (G,+)} jest grupą abelową (w zapisie addytywnym), to {\displaystyle G} jest modułem nad pierścieniem liczb całkowitych {\displaystyle \mathbb {Z} .} Iloczyn (lewostronny) elementu {\displaystyle g\in G} przez skalar {\displaystyle n\in \mathbb {Z} } zdefiniowany jest jako
{\displaystyle ng=\underbrace {g+g+\ldots +g} _{n{\text{ razy}}}.}
Podmoduły modułów tego rodzaju są podgrupami grupy {\displaystyle G.}
Przestrzeń liniowaJeśli {\displaystyle V} jest przestrzenią liniową nad ciałem {\displaystyle K,} to {\displaystyle V} jest modułem nad {\displaystyle K} z odwzorowaniem strukturalnym {\displaystyle (k,\mathbf {v} )\mapsto k\mathbf {v} ,} gdzie {\displaystyle \mathbf {v} \in V,k\in K.} Odwrotnie, każdy moduł nad ciałem {\displaystyle K} jest przestrzenią liniową nad {\displaystyle K.} Podmodułami przestrzeni liniowych są podprzestrzenie liniowe.
IdeałJeśli {\displaystyle I} jest (lewostronnym) ideałem pierścienia {\displaystyle R,} to {\displaystyle I} jest także modułem (lewostronnym) nad {\displaystyle R} (gdzie mnożenie przez skalary jest mnożeniem w pierścieniu {\displaystyle R}).
Moduł nad pierścieniem wielomianówNiech {\displaystyle V} oznacza przestrzeń liniową nad ciałem {\displaystyle K,} zaś {\displaystyle \mathrm {A} \colon V\to V} będzie przekształceniem liniowym. Wtedy {\displaystyle V} jest modułem nad pierścieniem wielomianów {\displaystyle K[x]} z działaniem {\displaystyle \left(\sum _{k=0}^{n}x^{k}\right)\cdot \mathbf {v} =\left(\sum _{k=0}^{n}\mathrm {A} ^{k}(\mathbf {v} )\right);} moduł ten oznacza się czasem symbolem {\displaystyle V_{\mathrm {A} }.} Podmoduły w {\displaystyle V_{\mathrm {A} }} to podprzestrzenie niezmiennicze względem {\displaystyle \mathrm {A} .}
Moduł nad pierścieniem endomorfizmówPrzestrzeń liniowa {\displaystyle V} nad ciałem {\displaystyle K} jest modułem nad swoim pierścieniem endomorfizmów {\displaystyle \mathrm {End} _{K}(V)} z działaniem mnożenia danym jako ewaluacja endomorfizmu {\displaystyle \mathrm {E} \in \mathrm {End} _{K}(V)} na wektorze {\displaystyle \mathbf {v} \in V,} tzn. zdefiniowanym wzorem {\displaystyle \mathrm {E} \cdot \mathbf {v} =\mathrm {E} (\mathbf {v} ).}

## Moduł półprosty
Sumę minimalnych nietrywialnych podmodułów modułu {\displaystyle M} nad pierścieniem {\displaystyle R} oznacza się {\displaystyle \operatorname {Soc} (M)} (od ang. socle, dosł. cokół), bądź krócej {\displaystyle \operatorname {S} (M).}
W szczególności moduł jest półprosty (całkowicie przywiedlny) wtedy i tylko wtedy, gdy {\displaystyle \operatorname {Soc} (M)=M.} Składa się on dokładnie z tych elementów, które są anihiliowane przez radykał {\displaystyle R.}